# Agustín Orión
Agustín Ignacio Orión (Ramos Mejía, 26 juli 1981) is een Argentijns voormalig voetballer die speelde als doelman. Tussen 2003 en 2019 was hij actief voor San Lorenzo, Estudiantes LP, Boca Juniors, Racing Club en Colo-Colo. Orión maakte in 2011 zijn debuut in het Argentijns voetbalelftal.

## Clubcarrière
Orión was eerste keeper van San Lorenzo in 2007, toen de club de Torneo Clausura wist te winnen. Op 9 december 2009 verkaste de sluitpost voor circa een half miljoen euro naar Estudiantes de La Plata. Die club verliet hij ook weer na twee jaar, toen hij naar Boca Juniors vertrok. Daar brak hij op 21 juli 2013, op de training, in duel met Leandro Paredes de kruisband van de knie van laatstgenoemde teamgenoot. Van 2011 tot 2016 was Orión actief als doelman van Boca Juniors. In de zomer van 2016 ondertekende hij een tweejarige verbintenis bij Racing Club. Een jaar later werd Colo-Colo zijn nieuwe club. Hier zette hij zijn handtekening onder een verbintenis voor de duur van anderhalf jaar. In december 2018 werd dit contract met één jaar verlengd. In de zomer van 2019 besloot Orión op achtendertigjarige leeftijd een punt achter zijn actieve loopbaan te zetten.

## Interlandcarrière
In 2007 werd Orión als derde doelman, achter Roberto Abbondanzieri en Juan Pablo Carrizo, meegenomen naar de Copa América, maar zijn daadwerkelijke debuut in het Argentijns voetbalelftal maakte de sluitpost op 15 september 2011, toen hij tijdens een vriendschappelijk duel met Brazilië in de basis mocht beginnen.
| Interlands van Agustín Orión voor Argentinië | Interlands van Agustín Orión voor Argentinië | Interlands van Agustín Orión voor Argentinië | Interlands van Agustín Orión voor Argentinië | Interlands van Agustín Orión voor Argentinië | Interlands van Agustín Orión voor Argentinië | Interlands van Agustín Orión voor Argentinië |
| №                                            | Datum                                        | Wedstrijd                                    | Uitslag                                      | Competitie                                   | Goals                                        |                                              |
| Als speler bij Boca Juniors                  | Als speler bij Boca Juniors                  | Als speler bij Boca Juniors                  | Als speler bij Boca Juniors                  | Als speler bij Boca Juniors                  | Als speler bij Boca Juniors                  | Als speler bij Boca Juniors                  |
| -------------------------------------------- | -------------------------------------------- | -------------------------------------------- | -------------------------------------------- | -------------------------------------------- | -------------------------------------------- | -------------------------------------------- |
| 1                                            | 15 september 2011                            | Argentinië – Brazilië                        | 0 – 0                                        | Vriendschappelijk                            |                                              |                                              |
| 2                                            | 29 september 2011                            | Brazilië – Argentinië                        | 2 – 0                                        | Vriendschappelijk                            |                                              |                                              |
| 3                                            | 22 november 2012                             | Argentinië – Brazilië                        | 2 – 1                                        | Vriendschappelijk                            |                                              |                                              |